# Rafael van der Vaart
Rafael Ferdinand van der Vaart (IPA: [ˈraːfa.ɛl vɑn dɛr ˈvaːrt]; Heemskerk, 11 febbraio 1983) è un allenatore di calcio, dirigente sportivo ed ex calciatore olandese, di ruolo centrocampista, club ambassador dell’Esbjerg.

## Biografia
Nasce ad Heemskerk, nell'Olanda Settentrionale, da padre olandese di etnia jenisch e da madre spagnola originaria di Chiclana de la Frontera (in Andalusia).
Il 10 giugno 2005 si è sposato con l'attrice e presentatrice olandese Sylvie Meis, dalla quale ha avuto un figlio, Dámian Rafael, nato il 27 maggio 2006 e che nel 2021, al compimento dei 15 anni, firma il suo primo contratto da professionista con l'Esbjerg. La coppia si è separata all'inizio del 2012. Nell'agosto del 2016 ha iniziato a frequentare la giocatrice di pallamano olandese Estavana Polman. Il 27 dicembre 2016 i due annunciano di aspettare un bambino. Il 24 giugno 2017 nasce la sua seconda figlia Jesslynn.

## Caratteristiche tecniche
Van der Vaart era un centrocampista molto duttile, in grado di ricoprire tutti e tre i ruoli dietro il centravanti. Dotato di un ottimo tiro dalla distanza e molto abile nei calci piazzati, era in grado di fornire anche ottimi assist.
Nel 2001 è stato inserito nella lista dei migliori calciatori nati dopo il 1980 stilata da Don Balón.

## Carriera

### Club

#### Ajax
All'età di dieci anni van der Vaart si iscrisse a un provino per entrare nel grande vivaio dell'Ajax. Il suo talento fu subito notato e dopo un periodo di prova entrò ufficialmente nella squadra di Amsterdam. Debuttò con la divisa dell'Ajax all'età di 17 anni, in un pareggio per 1–1 con l'FC Den Bosch nella stagione 1999-2000.
Con la maglia dei lancieri ha disputato 156 presenze siglando 63 reti, vincendo due campionati olandesi (2001-2002 e 2003-2004), una KNVB beker (2001-2002) e una Supercoppa d'Olanda (2002). È stato il più giovane capitano nella storia del Ajax. Ha indossato le maglie numero 43 (al debutto), 23 e infine la numero 10.

#### Amburgo
Il 1º giugno 2005 viene acquistato per 5,5 milioni di euro dall'Amburgo.
Dalla stagione successiva (2006/2007) è diventato capitano, come nell'Ajax. Un infortunio ne ha limitato le prestazioni, influenzando anche le partite dell'Amburgo, che nel girone di andata ottenne solo una vittoria. Il ritorno di van der Vaart ha ridato speranze alla squadra tedesca, con tre gol nella UEFA Champions League, anche se l'Amburgo non superò la fase a gironi. Van der Vaart contribuì a far uscire l'Amburgo dalla zona retrocessione, con una serie di vittorie contro Bayern Monaco, Werder Brema e Schalke 04; van der Vaart guidò l'Amburgo al settimo posto, raggiungendo l'insperata qualificazione all'Intertoto.
Nella stagione 2007-2008 raggiunge con l'Amburgo il quarto posto che valse la qualificazione in Coppa UEFA.

#### Real Madrid

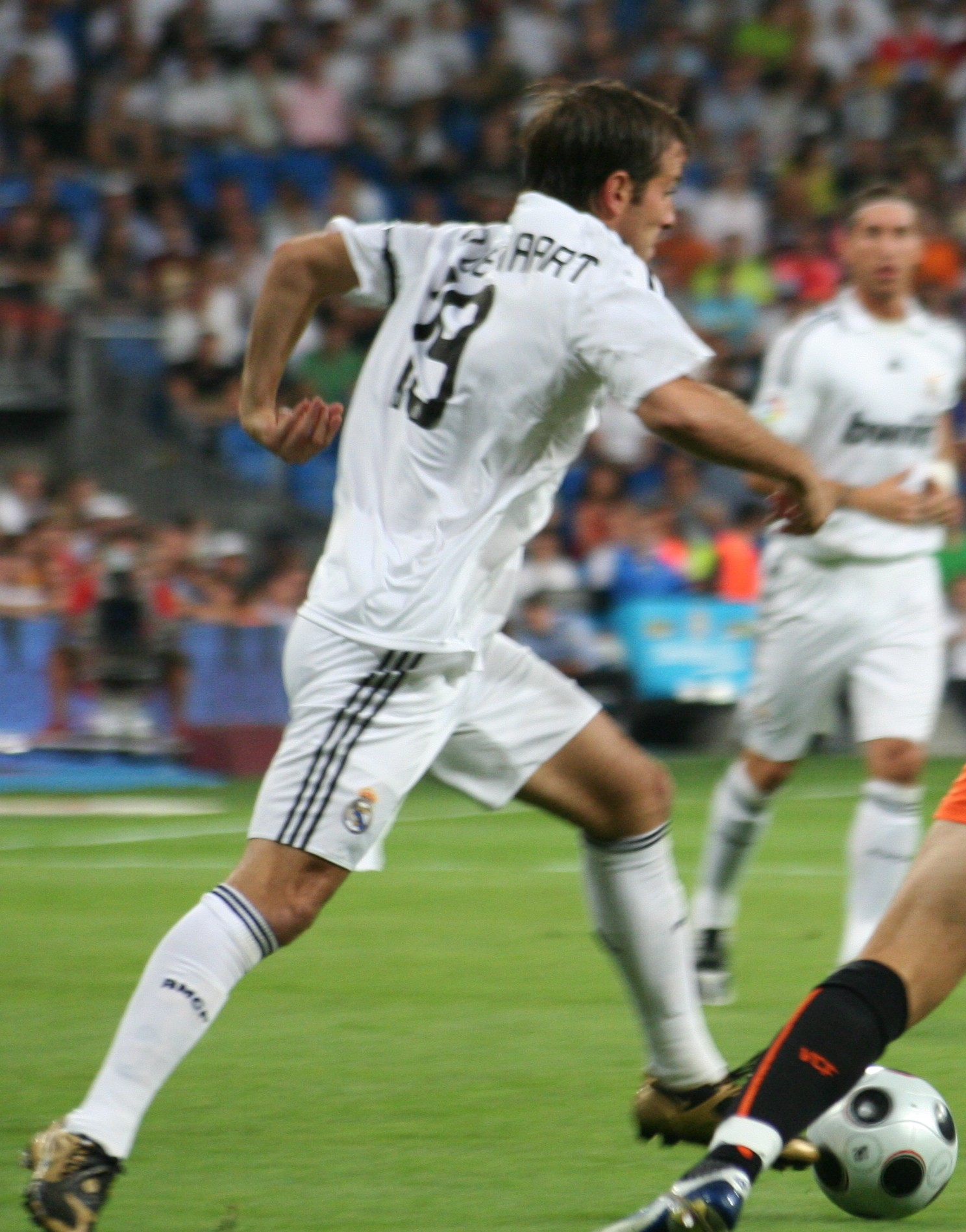
van der Vaart con la maglia del Real Madrid nel 2008.

Il 4 agosto 2008 viene acquistato per 13 milioni di euro dal Real Madrid, firmando un contratto quinquennale. È l'unico acquisto estivo delle merengues. Il giorno dopo viene presentato allo Stadio Santiago Bernabéu. A Madrid gli viene assegnata la divisa numero 19. Sigla il suo debutto con la maglia dei Blancos in una partita prestagionale disputata solamente 4 giorni dopo la presentazione ufficiale, un'amichevole contro l'Independiente Santa Fé. Nel corso della gara l'olandese riesce anche a rendersi autore di una rete e a fornire un assist. Successivamente Rafael chiede di indossare la maglia numero 23, dopo che il compagno di squadra Wesley Sneijder "eredita" il numero 10 lasciato da Robinho, passato in Inghilterra presso il Manchester City. Debutta nella Liga spagnola nella vittoria della sua squadra, contro il Numancia per 4 reti a 3. Il 24 settembre si rende autore di una grande prestazione contro lo Sporting de Gijón: segna una tripletta (la prima in carriera), aiutando i madridisti a vincere l'incontro per 7-1.
Nell'ottobre 2008 van der Vaart viene nominato per il Pallone d'oro, ma il premio viene infine assegnato al giocatore del Manchester United Cristiano Ronaldo.
Per l'ultima parte della stagione 2008-2009 van der Vaart viene prevalentemente utilizzato come sostituto, il che ha indotto a speculazioni su una possibile rottura con l'allenatore Juande Ramos. Nonostante voci che lo volevano cercato da Arsenal, Chelsea e Liverpool, ha negato contatti con questi club. A fine stagione finisce nella lista dei giocatori che non interessano al progetto del nuovo Real Madrid da parte del nuovo allenatore, Manuel Pellegrini; nonostante ciò, dopo la cessione di Sneijder all'Inter e quella di Robben al Bayern Monaco, viene reintegrato in rosa.
La stagione 2009-2010 regala gioie e amarezze per van Der Vaart: parte come riserva di Kaká, ma riesce a trovare spazio quando questo si infortuna. Realizza 6 gol in 26 partite di campionato, anche se in diverse di queste entra da sostituto, e tra i gol diversi sono di capitale importanza per il prosieguo della stagione della sua squadra: su tutti quello contro l'Almeria, e quello col Siviglia, realizzato a tempo ormai scaduto il 6 marzo 2010. E anche dopo l'arrivo di Mourinho sulla panchina delle merengues e il mondiale sudafricano concluso con il secondo posto dell'Olanda, van der Vaart è inserito tra i partenti salvo far cambiare idea a Mourinho che anziché tenerlo fuori rosa lo convoca con la prima squadra: "Lo porto perché ci dà fantasia". Un paio di giorni dopo arriva il passaggio, a sorpresa, agli Spurs.

#### Tottenham Hotspur

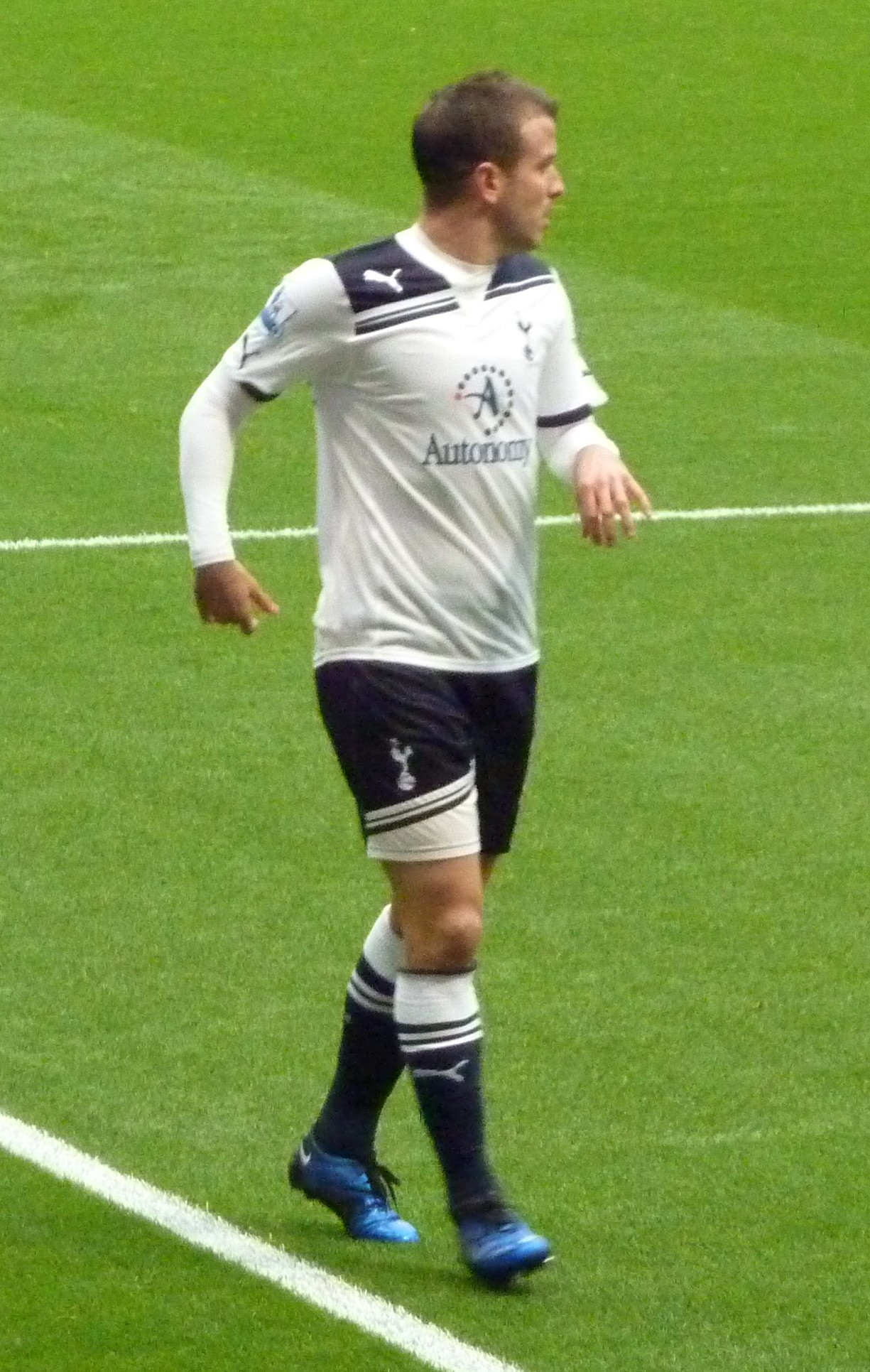
van der Vaart con la maglia del Tottenham nel 2010.

Il 31 agosto 2010 viene acquistato dal Tottenham per 10 milioni di euro, anche se gli spurs devono attendere il giorno successivo, in quanto la Premier League ha esaminato le pratiche del trasferimento per assicurarsi che esso si fosse concluso entro il termine del mercato.
Van der Vaart debutta con il Tottenham l'11 settembre 2010 nella partita esterna contro il West Bromwich Albion. Realizza il suo primo gol con la maglia degli Spurs il 18 settembre nella partita casalinga contro il Wolverhampton, realizzando, nella fattispecie, il gol del momentaneo 1-1 (la partita terminerà 3-1 per i padroni di casa). Il 29 settembre mette a segno la sua prima rete in Champions League con la nuova maglia, nella partita interna vinta 4-1 con gli olandesi del Twente. Il 2 ottobre realizza la sua prima doppietta in stagione, nella partita vinta 2-1 con l'Aston Villa. Il 20 novembre va a segno nel derby di Londra giocato contro l'Arsenal all'Emirates Stadium, realizzando il gol del momentaneo 2-2 (il Tottenham, che si era trovato in svantaggio per 2-0, vincerà poi per 3-2). Realizzerà una doppietta all'Arsenal anche nella partita di ritorno, giocata a White Hart Lane il 20 aprile 2011 e pareggiata 3-3. Il 14 maggio apre le marcature nel match esterno vinto 2-0 con il Liverpool, partita che si rivelerà poi essenziale per il 5º posto finale dei londinesi, che si qualificheranno così in Europa League a discapito proprio dei reds.
Nella stagione 2011-2012 viene nominato per il Pallone d'oro; nei preliminari di Europa League mette a segno un gol nella partita contro gli scozzesi dell'Heart of Midlothian, nonostante ciò l'allenatore del Tottenham Herry Redknapp lo esclude a causa di un infortunio dalla lista dei gironi dell'Europa League (cosa che van der vaart non apprezza dichiarandolo ai giornali), gli Spurs arrivano terzi nel girone non riuscendo così a qualificarsi alla fase eliminatoria. Il Tottenham si rifà in campionato dove mette a segno nella prima parte dell'anno la migliore partenza di sempre nella storia del club dal 1985, a capodanno infatti gli Spurs sono terzi con 39 punti dietro al Manchester City e al Manchester United e davanti ai cugini dell'Arsenal, van der vaart contribuisce all'ottimo inizio di campionato mettendo a segno 7 gol. La Premier League volge al termine e Rafael van der vaart con gli Spurs chiude l'annata con un quarto posto (uno in meno della pausa Invernale) che significherebbe Preliminari di Champions, tuttavia il Chelsea, non qualificato per la Champions League (a causa del suo campionato altalenante conclusosi con il sesto posto) vince la Finale della stessa e automaticamente, per via del regolamento della competizione che prevede la presenza di massimo quattro squadre della stessa nazione, prende il posto del Tottenham, che nella stagione successiva si dovrà accontentare dell'Europa League ad accesso diretto.
In totale con il Tottenham ha giocato 77 partite e segnato 28 gol.

#### Ritorno all'Amburgo e ultime esperienze
Il 31 agosto 2012 viene acquistato per 13 milioni di euro dall'Amburgo, facendo così ritorno in Germania. Segna la prima rete con la nuova maglia il 26 settembre seguente, al 23' della partita pareggiata 2-2 in casa del Borussia Mönchengladbach, sbagliando poi un calcio di rigore al 55'. Complessivamente con l'Amburgo in sei stagioni ha messo insieme 193 presenze e 66 gol.
L'8 giugno 2015 si accorda con il Betis Siviglia, squadra neopromossa in Liga, per ritornare in Spagna, paese natale della madre. Con il Betis Siviglia firma un contratto triennale, che lo legherà ai biancoverdi fino al luglio 2018. Qui gioca però solo 7 partite di Liga e 2 di Coppa del Re.
Il 10 agosto 2016 viene acquistato per 2 milioni di euro dal Midtjylland in Danimarca, paese natale della sua nuova fidanzata. Dopo sole 19 presenze e 2 gol in due anni, il 4 agosto 2018 passa all’Esbjerg firmando un contratto annuale. Qui gioca 3 partite di campionato e il 5 novembre annuncia il ritiro all'età di 35 anni complice un problema alla gamba sinistra che non gli dava tregua.

### Nazionale

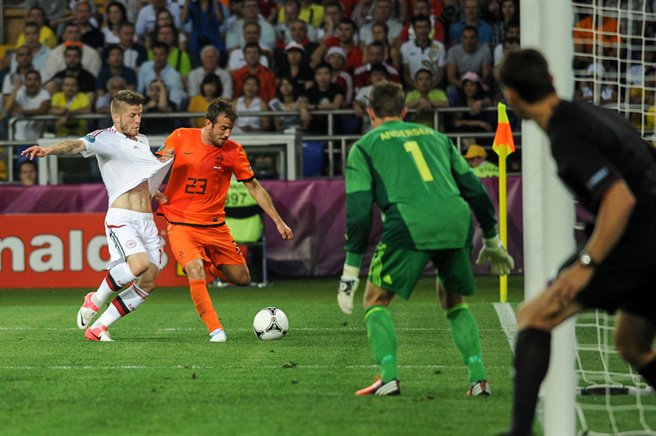
van der Vaart con la maglia della Nazionale olandese ad Euro 2012.

Con la maglia arancione ha partecipato all'Europeo 2004, al Mondiale 2006, all'Europeo 2008, al Mondiale 2010 e all'Europeo 2012. Ha esordito il 16 ottobre 2001 in una partita contro Andorra valida per le qualificazioni al Mondiale 2002 (qualificazione poi fallita).
Ha realizzato l'unica doppietta in nazionale il 2 giugno 2007 in un'amichevole con la Corea del Sud. È stato convocato sia per gli Europei del 2008 che per i Mondiali del 2010, in cui la nazionale olandese è arrivata fino in finale, venendo sconfitta dalla Spagna. In quell'occasione ha indossato la fascia di capitano, a seguito della sostituzione di van Bronckhorst nei tempi supplementari.
Nel giugno dei 2012 viene inserito dal CT Bert van Marwijk nella lista dei 23 che parteciperanno a Euro 2012 in Polonia e Ucraina. Nella terza giornata del girone eliminatorio, alla prima presenza da titolare, indossa la fascia di capitano al posto di Mark van Bommel e va a segno con una rete che risulterà totalmente inutile, sia perché non eviterà la sconfitta contro il Portogallo (2-1, decisiva la doppietta di Cristiano Ronaldo), sia perché l'Olanda chiuderà il girone con zero punti, avendo perso anche contro Danimarca e Germania, e verrà eliminata. Con l'addio alla nazionale dell'allora capitano Mark van Bommel, van der Vaart diviene capitano, cosa che molto spesso era già avvenuta in alcune amichevoli.
Per infortunio salta il Mondiale 2014. Il 13 ottobre 2018 dà ufficialmente l'addio alla Nazionale all'Amsterdam Arena con una passerella in occasione di Olanda-Germania 3-0 di Nations League; l'ultima partita da lui disputata risale al 19 novembre 2013 in amichevole contro la Colombia.

### Dopo il ritiro
Una volta appesi gli scarpini al chiodo diventa subito opinionista delle partite della Nazionale per NOS (anche in occasione di Euro 2020, del Mondiale 2022 e di Euro 2024) e del campionato inglese e spagnolo per Ziggo Sport. Nello stesso periodo arriva secondo nei Mondiali di freccette dedicati alle celebrità in coppia con il campione Michael van Gerwen.
Nell'aprile 2019 accetta la proposta del Chiclana Industrial, squadra della prima divisione andalusa di un piccolo paese dove vivono i suoi nonni. Il mese seguente poi fa il suo debutto nella Denmark Open e Denmark Masters, tornei di freccette.
Il 10 agosto 2021 fa ritorno all’Esjberg come assistente dell’allenatore Peter Hyballa e club ambassador. Ma il giorno dopo Hyballa viene licenziato. L'anno seguente è allenatore ad interim e poi ancora assistente nello staff della stessa squadra danese fino al 2023.

## Statistiche

### Presenze e reti nei club
| Stagione           | Club               | Campionato         | Campionato | Campionato | Coppe nazionali | Coppe nazionali | Coppe nazionali | Coppe continentali | Coppe continentali | Coppe continentali | Altre coppe | Altre coppe | Altre coppe | Totale | Totale |
| Stagione           | Club               | Comp               | Pres.      | Reti       | Comp            | Pres            | Reti            | Comp               | Pres               | Reti               | Comp        | Pres        | Reti        | Pres   | Reti   |
| ------------------ | ------------------ | ------------------ | ---------- | ---------- | --------------- | --------------- | --------------- | ------------------ | ------------------ | ------------------ | ----------- | ----------- | ----------- | ------ | ------ |
| 1999-2000          | Ajax               | ED                 | 1          | 0          | CO              | 0               | 0               | CU                 | 0                  | 0                  | -           | -           | -           | 1      | 0      |
| 2000-2001          | Ajax               | ED                 | 27         | 7          | CO              | 1               | 0               | CU                 | 4                  | 2                  | -           | -           | -           | 32     | 9      |
| 2001-2002          | Ajax               | ED                 | 20         | 14         | CO              | 2               | 2               | UCL+CU             | 2+3                | 0+1                | -           | -           | -           | 27     | 17     |
| 2002-2003          | Ajax               | ED                 | 21         | 18         | CO              | 2               | 0               | UCL                | 6                  | 2                  | SO          | 1           | 2           | 30     | 22     |
| 2003-2004          | Ajax               | ED                 | 26         | 7          | CO              | 1               | 0               | UCL                | 7                  | 1                  | -           | -           | -           | 34     | 8      |
| 2004-2005          | Ajax               | ED                 | 22         | 6          | CO              | 2               | 0               | UCL+CU             | 6+1                | 1+0                | SO          | 1           | 0           | 32     | 7      |
| Totale Ajax        | Totale Ajax        | Totale Ajax        | 117        | 52         |                 | 8               | 2               |                    | 29                 | 7                  |             | 2           | 2           | 156    | 63     |
| 2005-2006          | Amburgo            | BL                 | 19         | 9          | CG+CdL          | 2+0             | 0               | CU+Int             | 8+7                | 5+2                | -           | -           | -           | 36     | 16     |
| 2006-2007          | Amburgo            | BL                 | 26         | 8          | CG+CdL          | 0+2             | 0               | UCL                | 5                  | 3                  | -           | -           | -           | 33     | 11     |
| 2007-2008          | Amburgo            | BL                 | 29         | 12         | CG              | 4               | 4               | CU+Int             | 9+2                | 3+2                | -           | -           | -           | 44     | 21     |
| 2008-2009          | Real Madrid        | PD                 | 32         | 5          | CR              | 1               | 0               | UCL                | 7                  | 0                  | SS          | 2           | 0           | 42     | 5      |
| 2009-2010          | Real Madrid        | PD                 | 26         | 6          | CR              | 2               | 1               | UCL                | 3                  | 0                  | -           | -           | -           | 31     | 7      |
| Totale Real Madrid | Totale Real Madrid | Totale Real Madrid | 58         | 11         |                 | 3               | 1               |                    | 10                 | 0                  |             | 2           | 0           | 73     | 12     |
| 2010-2011          | Tottenham          | PL                 | 28         | 13         | FACup+CdL       | 1+0             | 0               | UCL                | 7                  | 2                  | -           | -           | -           | 36     | 15     |
| 2011-2012          | Tottenham          | PL                 | 33         | 11         | FACup+CdL       | 4+1             | 1+0             | UEL                | 1                  | 1                  | -           | -           | -           | 39     | 13     |
| 2012-2013          | Tottenham          | PL                 | 2          | 0          | -               | -               | -               | -                  | -                  | -                  | -           | -           | -           | 2      | 0      |
| Totale Tottenham   | Totale Tottenham   | Totale Tottenham   | 63         | 24         |                 | 6               | 1               |                    | 8                  | 3                  |             | -           | -           | 77     | 28     |
| 2012-2013          | Amburgo            | BL                 | 27         | 5          | CG              | 0               | 0               | -                  | -                  | -                  | -           | -           | -           | 27     | 5      |
| 2013-2014          | Amburgo            | BL                 | 27+2       | 7+0        | CG              | 3               | 1               | -                  | -                  | -                  | -           | -           | -           | 32     | 8      |
| 2014-2015          | Amburgo            | BL                 | 24+1       | 4+0        | CG              | 2               | 1               | -                  | -                  | -                  | -           | -           | -           | 27     | 5      |
| Totale Amburgo     | Totale Amburgo     | Totale Amburgo     | 155        | 45         |                 | 13              | 6               |                    | 31                 | 15                 |             | -           | -           | 199    | 66     |
| 2015-2016          | Betis              | PD                 | 7          | 0          | CR              | 2               | 0               | -                  | -                  | -                  | -           | -           | -           | 9      | 0      |
| 2016-2017          | Midtjylland        | SL                 | 15         | 2          | CD              | 2               | 0               | UEL                | 1                  | 0                  | -           | -           | -           | 18     | 2      |
| 2017-2018          | Midtjylland        | SL                 | 2          | 0          | CD              | 0               | 0               | -                  | -                  | -                  | -           | -           | -           | 2      | 0      |
| Totale Midtjylland | Totale Midtjylland | Totale Midtjylland | 17         | 2          |                 | 2               | 0               |                    | 1                  | 0                  |             |             |             | 20     | 2      |
| 2018-2019          | Esbjerg            | SL                 | 3          | 0          | CD              | 1               | 0               | -                  | -                  | -                  | -           | -           | -           | 4      | 0      |
| Totale carriera    | Totale carriera    | Totale carriera    | 420        | 134        |                 | 35              | 10              |                    | 79                 | 25                 |             | 4           | 2           | 538    | 171    |

### Cronologia presenze in nazionale
| Cronologia completa delle presenze e delle reti in nazionale ― Paesi Bassi | Cronologia completa delle presenze e delle reti in nazionale ― Paesi Bassi | Cronologia completa delle presenze e delle reti in nazionale ― Paesi Bassi | Cronologia completa delle presenze e delle reti in nazionale ― Paesi Bassi | Cronologia completa delle presenze e delle reti in nazionale ― Paesi Bassi | Cronologia completa delle presenze e delle reti in nazionale ― Paesi Bassi | Cronologia completa delle presenze e delle reti in nazionale ― Paesi Bassi | Cronologia completa delle presenze e delle reti in nazionale ― Paesi Bassi |
| Data                                                                       | Città                                                                      | In casa                                                                    | Risultato                                                                  | Ospiti                                                                     | Competizione                                                               | Reti                                                                       | Note                                                                       |
| -------------------------------------------------------------------------- | -------------------------------------------------------------------------- | -------------------------------------------------------------------------- | -------------------------------------------------------------------------- | -------------------------------------------------------------------------- | -------------------------------------------------------------------------- | -------------------------------------------------------------------------- | -------------------------------------------------------------------------- |
| 6-10-2001                                                                  | Arnhem                                                                     | Paesi Bassi                                                                | 4 – 0                                                                      | Andorra                                                                    | Qual. Mondiali 2002                                                        | -                                                                          | 66’                                                                        |
| 7-9-2002                                                                   | Rotterdam                                                                  | Paesi Bassi                                                                | 3 – 0                                                                      | Bielorussia                                                                | Qual. Euro 2004                                                            | -                                                                          | 70’ 84’                                                                    |
| 20-11-2002                                                                 | Berlino                                                                    | Germania                                                                   | 1 – 3                                                                      | Paesi Bassi                                                                | Amichevole                                                                 | -                                                                          | 46’                                                                        |
| 29-3-2003                                                                  | Rotterdam                                                                  | Paesi Bassi                                                                | 1 – 1                                                                      | Rep. Ceca                                                                  | Qual. Euro 2004                                                            | -                                                                          | 39’                                                                        |
| 2-4-2003                                                                   | Tiraspol                                                                   | Moldavia                                                                   | 1 – 2                                                                      | Paesi Bassi                                                                | Qual. Euro 2004                                                            | -                                                                          | 75’                                                                        |
| 30-4-2003                                                                  | Arnhem                                                                     | Paesi Bassi                                                                | 1 – 1                                                                      | Portogallo                                                                 | Amichevole                                                                 | -                                                                          | 46’                                                                        |
| 7-6-2003                                                                   | Minsk                                                                      | Bielorussia                                                                | 0 – 2                                                                      | Paesi Bassi                                                                | Qual. Euro 2004                                                            | -                                                                          | 75’                                                                        |
| 20-8-2003                                                                  | Bruxelles                                                                  | Belgio                                                                     | 1 – 1                                                                      | Paesi Bassi                                                                | Amichevole                                                                 | -                                                                          |                                                                            |
| 6-9-2003                                                                   | Rotterdam                                                                  | Paesi Bassi                                                                | 3 – 1                                                                      | Austria                                                                    | Qual. Euro 2004                                                            | 1                                                                          |                                                                            |
| 10-9-2003                                                                  | Praga                                                                      | Rep. Ceca                                                                  | 3 – 1                                                                      | Paesi Bassi                                                                | Qual. Euro 2004                                                            | 1                                                                          |                                                                            |
| 11-10-2003                                                                 | Eindhoven                                                                  | Paesi Bassi                                                                | 5 – 0                                                                      | Moldavia                                                                   | Qual. Euro 2004                                                            | 1                                                                          |                                                                            |
| 15-11-2003                                                                 | Edimburgo                                                                  | Scozia                                                                     | 1 – 0                                                                      | Paesi Bassi                                                                | Qual. Euro 2004                                                            | -                                                                          | 61’                                                                        |
| 19-11-2003                                                                 | Amsterdam                                                                  | Paesi Bassi                                                                | 6 – 0                                                                      | Scozia                                                                     | Qual. Euro 2004                                                            | -                                                                          |                                                                            |
| 18-2-2004                                                                  | Rotterdam                                                                  | Paesi Bassi                                                                | 1 – 0                                                                      | Stati Uniti                                                                | Amichevole                                                                 | -                                                                          |                                                                            |
| 31-3-2004                                                                  | Rotterdam                                                                  | Paesi Bassi                                                                | 0 – 0                                                                      | Francia                                                                    | Amichevole                                                                 | -                                                                          | 67’                                                                        |
| 28-4-2004                                                                  | Rotterdam                                                                  | Paesi Bassi                                                                | 4 – 0                                                                      | Grecia                                                                     | Amichevole                                                                 | -                                                                          | 65’                                                                        |
| 1-6-2004                                                                   | Losanna                                                                    | Paesi Bassi                                                                | 3 – 0                                                                      | Fær Øer                                                                    | Amichevole                                                                 | 1                                                                          | 46’                                                                        |
| 5-6-2004                                                                   | Rotterdam                                                                  | Paesi Bassi                                                                | 0 – 1                                                                      | Irlanda                                                                    | Amichevole                                                                 | -                                                                          |                                                                            |
| 15-6-2004                                                                  | Porto                                                                      | Germania                                                                   | 1 – 1                                                                      | Paesi Bassi                                                                | Euro 2004 - 1º turno                                                       | -                                                                          |                                                                            |
| 19-6-2004                                                                  | Aveiro                                                                     | Paesi Bassi                                                                | 2 – 3                                                                      | Rep. Ceca                                                                  | Euro 2004 - 1º turno                                                       | -                                                                          | 86’                                                                        |
| 30-6-2004                                                                  | Lisbona                                                                    | Portogallo                                                                 | 2 – 1                                                                      | Paesi Bassi                                                                | Euro 2004 - Semifinale                                                     | -                                                                          | 56’                                                                        |
| 18-8-2004                                                                  | Stoccolma                                                                  | Svezia                                                                     | 2 – 2                                                                      | Paesi Bassi                                                                | Amichevole                                                                 | -                                                                          | 7’                                                                         |
| 3-9-2004                                                                   | Utrecht                                                                    | Paesi Bassi                                                                | 3 – 0                                                                      | Liechtenstein                                                              | Amichevole                                                                 | -                                                                          | 46’                                                                        |
| 8-9-2004                                                                   | Amsterdam                                                                  | Paesi Bassi                                                                | 2 – 0                                                                      | Rep. Ceca                                                                  | Qual. Mondiali 2006                                                        | -                                                                          | 64’                                                                        |
| 9-10-2004                                                                  | Skopje                                                                     | Macedonia                                                                  | 2 – 2                                                                      | Paesi Bassi                                                                | Qual. Mondiali 2006                                                        | -                                                                          | 60’                                                                        |
| 13-10-2004                                                                 | Amsterdam                                                                  | Paesi Bassi                                                                | 3 – 1                                                                      | Finlandia                                                                  | Qual. Mondiali 2006                                                        | -                                                                          | 73’                                                                        |
| 9-2-2005                                                                   | Birmingham                                                                 | Inghilterra                                                                | 0 – 0                                                                      | Paesi Bassi                                                                | Amichevole                                                                 | -                                                                          |                                                                            |
| 30-3-2005                                                                  | Eindhoven                                                                  | Paesi Bassi                                                                | 2 – 0                                                                      | Armenia                                                                    | Qual. Mondiali 2006                                                        | -                                                                          | 50’ 57’                                                                    |
| 4-6-2005                                                                   | Rotterdam                                                                  | Paesi Bassi                                                                | 2 – 0                                                                      | Romania                                                                    | Qual. Mondiali 2006                                                        | -                                                                          | 62’ 79’                                                                    |
| 17-8-2005                                                                  | Rotterdam                                                                  | Paesi Bassi                                                                | 2 – 2                                                                      | Germania                                                                   | Amichevole                                                                 | -                                                                          | 46’                                                                        |
| 3-9-2005                                                                   | Erevan                                                                     | Armenia                                                                    | 0 – 1                                                                      | Paesi Bassi                                                                | Qual. Mondiali 2006                                                        | -                                                                          | 75’                                                                        |
| 7-9-2005                                                                   | Eindhoven                                                                  | Paesi Bassi                                                                | 4 – 0                                                                      | Andorra                                                                    | Qual. Mondiali 2006                                                        | 1                                                                          |                                                                            |
| 8-10-2005                                                                  | Praga                                                                      | Rep. Ceca                                                                  | 0 – 2                                                                      | Paesi Bassi                                                                | Qual. Mondiali 2006                                                        | 1                                                                          |                                                                            |
| 12-10-2005                                                                 | Amsterdam                                                                  | Paesi Bassi                                                                | 0 – 0                                                                      | Macedonia                                                                  | Qual. Mondiali 2006                                                        | -                                                                          |                                                                            |
| 12-11-2005                                                                 | Amsterdam                                                                  | Paesi Bassi                                                                | 1 – 3                                                                      | Italia                                                                     | Amichevole                                                                 | -                                                                          |                                                                            |
| 16-6-2006                                                                  | Stoccarda                                                                  | Paesi Bassi                                                                | 2 – 1                                                                      | Costa d'Avorio                                                             | Mondiali 2006 - 1º turno                                                   | -                                                                          | 50’                                                                        |
| 21-6-2006                                                                  | Francoforte sul Meno                                                       | Paesi Bassi                                                                | 0 – 0                                                                      | Argentina                                                                  | Mondiali 2006 - 1º turno                                                   | -                                                                          |                                                                            |
| 25-6-2006                                                                  | Norimberga                                                                 | Portogallo                                                                 | 1 – 0                                                                      | Paesi Bassi                                                                | Mondiali 2006 - Ottavi di finale                                           | -                                                                          | 56’ 74’                                                                    |
| 16-8-2006                                                                  | Dublino                                                                    | Irlanda                                                                    | 0 – 4                                                                      | Paesi Bassi                                                                | Amichevole                                                                 | -                                                                          |                                                                            |
| 15-11-2006                                                                 | Amsterdam                                                                  | Paesi Bassi                                                                | 1 – 1                                                                      | Inghilterra                                                                | Amichevole                                                                 | 1                                                                          |                                                                            |
| 7-2-2007                                                                   | Amsterdam                                                                  | Paesi Bassi                                                                | 4 – 1                                                                      | Russia                                                                     | Amichevole                                                                 | 1                                                                          |                                                                            |
| 24-3-2007                                                                  | Rotterdam                                                                  | Paesi Bassi                                                                | 0 – 0                                                                      | Romania                                                                    | Qual. Euro 2008                                                            | -                                                                          | 64’ 86’                                                                    |
| 2-6-2007                                                                   | Seul                                                                       | Corea del Sud                                                              | 0 – 2                                                                      | Paesi Bassi                                                                | Amichevole                                                                 | 2                                                                          |                                                                            |
| 6-6-2007                                                                   | Bangkok                                                                    | Thailandia                                                                 | 1 – 3                                                                      | Paesi Bassi                                                                | Amichevole                                                                 | 1                                                                          |                                                                            |
| 22-8-2007                                                                  | Lancy                                                                      | Svizzera                                                                   | 2 – 1                                                                      | Paesi Bassi                                                                | Amichevole                                                                 | -                                                                          | 46’                                                                        |
| 12-9-2007                                                                  | Tirana                                                                     | Albania                                                                    | 0 – 1                                                                      | Paesi Bassi                                                                | Qual. Euro 2008                                                            | -                                                                          | 46’                                                                        |
| 13-10-2007                                                                 | Costanza                                                                   | Romania                                                                    | 1 – 0                                                                      | Paesi Bassi                                                                | Qual. Euro 2008                                                            | -                                                                          |                                                                            |
| 17-10-2007                                                                 | Rotterdam                                                                  | Paesi Bassi                                                                | 2 – 0                                                                      | Slovenia                                                                   | Qual. Euro 2008                                                            | -                                                                          | cap. 29’                                                                   |
| 17-11-2007                                                                 | Rotterdam                                                                  | Paesi Bassi                                                                | 1 – 0                                                                      | Lussemburgo                                                                | Qual. Euro 2008                                                            | -                                                                          |                                                                            |
| 21-11-2007                                                                 | Minsk                                                                      | Bielorussia                                                                | 2 – 1                                                                      | Paesi Bassi                                                                | Qual. Euro 2008                                                            | 1                                                                          |                                                                            |
| 6-2-2008                                                                   | Spalato                                                                    | Croazia                                                                    | 0 – 3                                                                      | Paesi Bassi                                                                | Amichevole                                                                 | -                                                                          | 84’                                                                        |
| 26-3-2008                                                                  | Vienna                                                                     | Austria                                                                    | 3 – 4                                                                      | Paesi Bassi                                                                | Amichevole                                                                 | -                                                                          |                                                                            |
| 24-5-2008                                                                  | Rotterdam                                                                  | Paesi Bassi                                                                | 3 – 0                                                                      | Ucraina                                                                    | Amichevole                                                                 | -                                                                          | 79’                                                                        |
| 29-5-2008                                                                  | Eindhoven                                                                  | Paesi Bassi                                                                | 1 – 1                                                                      | Danimarca                                                                  | Amichevole                                                                 | -                                                                          | 65’                                                                        |
| 1-6-2008                                                                   | Rotterdam                                                                  | Paesi Bassi                                                                | 2 – 0                                                                      | Galles                                                                     | Amichevole                                                                 | -                                                                          | 67’                                                                        |
| 9-6-2008                                                                   | Berna                                                                      | Paesi Bassi                                                                | 3 – 0                                                                      | Italia                                                                     | Euro 2008 - 1º turno                                                       | -                                                                          |                                                                            |
| 13-6-2008                                                                  | Berna                                                                      | Paesi Bassi                                                                | 4 – 1                                                                      | Francia                                                                    | Euro 2008 - 1º turno                                                       | -                                                                          | 78’                                                                        |
| 21-6-2008                                                                  | Basilea                                                                    | Paesi Bassi                                                                | 1 – 3 dts                                                                  | Russia                                                                     | Euro 2008 - Quarti di finale                                               | -                                                                          | 60’                                                                        |
| 20-8-2008                                                                  | Mosca                                                                      | Russia                                                                     | 1 – 1                                                                      | Paesi Bassi                                                                | Amichevole                                                                 | -                                                                          | 59’                                                                        |
| 6-9-2008                                                                   | Eindhoven                                                                  | Paesi Bassi                                                                | 1 – 2                                                                      | Australia                                                                  | Amichevole                                                                 | -                                                                          | 71’                                                                        |
| 10-9-2008                                                                  | Skopje                                                                     | Macedonia                                                                  | 1 – 2                                                                      | Paesi Bassi                                                                | Qual. Mondiali 2010                                                        | 1                                                                          | 75’                                                                        |
| 11-10-2008                                                                 | Rotterdam                                                                  | Paesi Bassi                                                                | 2 – 0                                                                      | Islanda                                                                    | Qual. Mondiali 2010                                                        | -                                                                          | 82’                                                                        |
| 15-10-2008                                                                 | Oslo                                                                       | Norvegia                                                                   | 0 – 1                                                                      | Paesi Bassi                                                                | Qual. Mondiali 2010                                                        | -                                                                          | 76’                                                                        |
| 19-11-2008                                                                 | Amsterdam                                                                  | Paesi Bassi                                                                | 3 – 1                                                                      | Svezia                                                                     | Amichevole                                                                 | -                                                                          | 46’                                                                        |
| 11-2-2009                                                                  | Rades                                                                      | Tunisia                                                                    | 1 – 1                                                                      | Paesi Bassi                                                                | Amichevole                                                                 | -                                                                          | 46’                                                                        |
| 1-4-2009                                                                   | Amsterdam                                                                  | Paesi Bassi                                                                | 4 – 0                                                                      | Macedonia                                                                  | Qual. Mondiali 2010                                                        | 1                                                                          | 76’                                                                        |
| 6-6-2009                                                                   | Reykjavík                                                                  | Islanda                                                                    | 1 – 2                                                                      | Paesi Bassi                                                                | Qual. Mondiali 2010                                                        | -                                                                          | 76’                                                                        |
| 10-6-2009                                                                  | Rotterdam                                                                  | Paesi Bassi                                                                | 2 – 0                                                                      | Norvegia                                                                   | Qual. Mondiali 2010                                                        | -                                                                          |                                                                            |
| 12-8-2009                                                                  | Amsterdam                                                                  | Paesi Bassi                                                                | 2 – 2                                                                      | Inghilterra                                                                | Amichevole                                                                 | 1                                                                          | cap. 46’                                                                   |
| 5-9-2009                                                                   | Enschede                                                                   | Paesi Bassi                                                                | 3 – 0                                                                      | Giappone                                                                   | Amichevole                                                                 | -                                                                          | 78’                                                                        |
| 9-9-2009                                                                   | Glasgow                                                                    | Scozia                                                                     | 0 – 1                                                                      | Paesi Bassi                                                                | Qual. Mondiali 2010                                                        | -                                                                          | 77’                                                                        |
| 10-10-2009                                                                 | Sydney                                                                     | Australia                                                                  | 0 – 0                                                                      | Paesi Bassi                                                                | Amichevole                                                                 | -                                                                          | 64’                                                                        |
| 14-11-2009                                                                 | Pescara                                                                    | Italia                                                                     | 0 – 0                                                                      | Paesi Bassi                                                                | Amichevole                                                                 | -                                                                          | 76’                                                                        |
| 18-11-2009                                                                 | Heerenveen                                                                 | Paesi Bassi                                                                | 0 – 0                                                                      | Paraguay                                                                   | Amichevole                                                                 | -                                                                          | 85’                                                                        |
| 3-3-2010                                                                   | Amsterdam                                                                  | Paesi Bassi                                                                | 2 – 1                                                                      | Stati Uniti                                                                | Amichevole                                                                 | -                                                                          | 60’                                                                        |
| 26-5-2010                                                                  | Friburgo                                                                   | Paesi Bassi                                                                | 2 – 1                                                                      | Messico                                                                    | Amichevole                                                                 | -                                                                          | cap. 71’                                                                   |
| 1-6-2010                                                                   | Rotterdam                                                                  | Paesi Bassi                                                                | 4 – 1                                                                      | Ghana                                                                      | Amichevole                                                                 | 1                                                                          | 63’                                                                        |
| 5-6-2010                                                                   | Amsterdam                                                                  | Paesi Bassi                                                                | 6 – 1                                                                      | Ungheria                                                                   | Amichevole                                                                 | -                                                                          | 80’                                                                        |
| 14-6-2010                                                                  | Johannesburg                                                               | Paesi Bassi                                                                | 2 – 0                                                                      | Danimarca                                                                  | Mondiali 2010 - 1º turno                                                   | -                                                                          | 67’                                                                        |
| 19-6-2010                                                                  | Durban                                                                     | Paesi Bassi                                                                | 1 – 0                                                                      | Giappone                                                                   | Mondiali 2010 - 1º turno                                                   | -                                                                          | 72’                                                                        |
| 24-6-2010                                                                  | Città del Capo                                                             | Camerun                                                                    | 1 – 2                                                                      | Paesi Bassi                                                                | Mondiali 2010 - 1º turno                                                   | -                                                                          | 64’ 73’                                                                    |
| 6-7-2010                                                                   | Città del Capo                                                             | Uruguay                                                                    | 2 – 3                                                                      | Paesi Bassi                                                                | Mondiali 2010 - Semifinale                                                 | -                                                                          | 46’                                                                        |
| 11-7-2010                                                                  | Johannesburg                                                               | Paesi Bassi                                                                | 0 – 1 dts                                                                  | Spagna                                                                     | Mondiali 2010 - Finale                                                     | -                                                                          | 99’                                                                        |
| 3-9-2010                                                                   | Serravalle                                                                 | San Marino                                                                 | 0 – 5                                                                      | Paesi Bassi                                                                | Qual. Euro 2012                                                            | -                                                                          | 46’                                                                        |
| 7-9-2010                                                                   | Rotterdam                                                                  | Paesi Bassi                                                                | 2 – 1                                                                      | Finlandia                                                                  | Qual. Euro 2012                                                            | -                                                                          | 64’                                                                        |
| 8-10-2010                                                                  | Chișinău                                                                   | Moldavia                                                                   | 0 – 1                                                                      | Paesi Bassi                                                                | Qual. Euro 2012                                                            | -                                                                          |                                                                            |
| 12-10-2010                                                                 | Amsterdam                                                                  | Paesi Bassi                                                                | 4 – 1                                                                      | Svezia                                                                     | Qual. Euro 2012                                                            | -                                                                          |                                                                            |
| 17-11-2010                                                                 | Amsterdam                                                                  | Paesi Bassi                                                                | 1 – 0                                                                      | Turchia                                                                    | Amichevole                                                                 | -                                                                          | cap. 80’                                                                   |
| 25-3-2011                                                                  | Budapest                                                                   | Ungheria                                                                   | 0 – 4                                                                      | Paesi Bassi                                                                | Qual. Euro 2012                                                            | 1                                                                          | cap. 82’                                                                   |
| 29-3-2011                                                                  | Amsterdam                                                                  | Paesi Bassi                                                                | 5 – 3                                                                      | Ungheria                                                                   | Qual. Euro 2012                                                            | -                                                                          | cap.                                                                       |
| 7-10-2011                                                                  | Rotterdam                                                                  | Paesi Bassi                                                                | 1 – 0                                                                      | Moldavia                                                                   | Qual. Euro 2012                                                            | -                                                                          | 78’                                                                        |
| 11-10-2011                                                                 | Solna                                                                      | Svezia                                                                     | 3 – 2                                                                      | Paesi Bassi                                                                | Qual. Euro 2012                                                            | -                                                                          | 90+3’                                                                      |
| 11-11-2011                                                                 | Amsterdam                                                                  | Paesi Bassi                                                                | 0 – 0                                                                      | Svizzera                                                                   | Amichevole                                                                 | -                                                                          | 66’                                                                        |
| 26-5-2012                                                                  | Amsterdam                                                                  | Paesi Bassi                                                                | 1 – 2                                                                      | Bulgaria                                                                   | Amichevole                                                                 | -                                                                          | 49’ 64’                                                                    |
| 30-5-2012                                                                  | Rotterdam                                                                  | Paesi Bassi                                                                | 2 – 0                                                                      | Slovacchia                                                                 | Amichevole                                                                 | 1                                                                          | 52’                                                                        |
| 2-6-2012                                                                   | Amsterdam                                                                  | Paesi Bassi                                                                | 6 – 0                                                                      | Irlanda del Nord                                                           | Amichevole                                                                 | -                                                                          | 57’                                                                        |
| 9-6-2012                                                                   | Charkiv                                                                    | Paesi Bassi                                                                | 0 – 1                                                                      | Danimarca                                                                  | Euro 2012 - 1º turno                                                       | -                                                                          | 71’                                                                        |
| 13-6-2012                                                                  | Charkiv                                                                    | Paesi Bassi                                                                | 1 – 2                                                                      | Germania                                                                   | Euro 2012 - 1º turno                                                       | -                                                                          | 46’                                                                        |
| 17-6-2012                                                                  | Charkiv                                                                    | Portogallo                                                                 | 2 – 1                                                                      | Paesi Bassi                                                                | Euro 2012 - 1º turno                                                       | 1                                                                          | Cap.                                                                       |
| 15-8-2012                                                                  | Bruxelles                                                                  | Belgio                                                                     | 4 – 2                                                                      | Paesi Bassi                                                                | Amichevole                                                                 | -                                                                          | 14’ 46’                                                                    |
| 12-10-2012                                                                 | Rotterdam                                                                  | Paesi Bassi                                                                | 3 – 0                                                                      | Andorra                                                                    | Qual. Mondiali 2014                                                        | 1                                                                          | 71’                                                                        |
| 16-10-2012                                                                 | Bucarest                                                                   | Romania                                                                    | 1 – 4                                                                      | Paesi Bassi                                                                | Qual. Mondiali 2014                                                        | 1                                                                          | 76’                                                                        |
| 14-11-2012                                                                 | Amsterdam                                                                  | Paesi Bassi                                                                | 0 – 0                                                                      | Germania                                                                   | Amichevole                                                                 | -                                                                          | 72’                                                                        |
| 22-3-2013                                                                  | Rotterdam                                                                  | Paesi Bassi                                                                | 3 – 0                                                                      | Estonia                                                                    | Qual. Mondiali 2014                                                        | 1                                                                          | 36’                                                                        |
| 26-3-2013                                                                  | Amsterdam                                                                  | Paesi Bassi                                                                | 4 – 0                                                                      | Romania                                                                    | Qual. Mondiali 2014                                                        | 1                                                                          | 79’                                                                        |
| 14-8-2013                                                                  | Faro                                                                       | Portogallo                                                                 | 1 – 1                                                                      | Paesi Bassi                                                                | Amichevole                                                                 | -                                                                          | 46’                                                                        |
| 11-10-2013                                                                 | Amsterdam                                                                  | Paesi Bassi                                                                | 8 – 1                                                                      | Ungheria                                                                   | Qual. Mondiali 2014                                                        | 1                                                                          |                                                                            |
| 16-11-2013                                                                 | Genk                                                                       | Giappone                                                                   | 2 – 2                                                                      | Paesi Bassi                                                                | Amichevole                                                                 | 1                                                                          | 78’                                                                        |
| 19-11-2013                                                                 | Amsterdam                                                                  | Paesi Bassi                                                                | 0 – 0                                                                      | Colombia                                                                   | Amichevole                                                                 | -                                                                          | 45+1’                                                                      |
| Totale                                                                     |                                                                            | Presenze (4º posto)                                                        | 109                                                                        |                                                                            | Reti                                                                       | 25                                                                         |                                                                            |

## Palmarès

### Club

#### Competizioni nazionali
- Campionato olandese: 2

Ajax: 2001-2002, 2003-2004
- Coppa dei Paesi Bassi: 1

Ajax: 2001-2002
- Supercoppa dei Paesi Bassi: 1

Ajax: 2002
- Supercoppa di Spagna: 1

Real Madrid: 2008

#### Competizioni internazionali
- Coppa Intertoto UEFA: 2

Amburgo: 2005, 2007

### Individuale
- Miglior talento dell'anno in Eredivisie: 1

2000-2001
- Talento dell'anno dell'Ajax: 3

1999, 2000, 2001
- Talento europeo dell'anno: 1

2002
- European Golden Boy: 1

2003
- FA Premier League Player of the Month: 1

(Ottobre 2010)